# Robert Täht
Robert Täht (ur. 15 sierpnia 1993 w Tartu) – estoński siatkarz, grający na pozycji przyjmującego, reprezentant kraju.
Jego młodszy o 12 lat brat Tristan, również jest siatkarzem.

## Sukcesy klubowe
Liga estońska:
- 2014
- 2015

Liga bałtycka:
- 2015
- 2014

Liga turecka:
- 2019

Superpuchar Włoch:
- 2019

Liga brazylijska:
- 2023[9]

Superpuchar Niemiec:
- 2023[10]

Puchar Niemiec:
- 2024[11]

Liga niemiecka:
- 2024[12]

## Sukcesy reprezentacyjne
Liga Europejska:
- 2016, 2018

## Nagrody indywidualne
- 2015: MVP i najlepszy serwujący Schenker League w sezonie 2014/2015
- 2016: MVP i najlepszy przyjmujący Ligi Europejskiej
- 2016: Najlepszy siatkarz w Estonii
- 2017: Najlepszy siatkarz w Estonii